# Halhúl
Halhúl (arabsky حلحول‎) je město na Západním břehu Jordánu v guvernorátu Hebron. Je spravováno vládou Státu Palestina. Nachází se 5 km severně od Hebronu. Město se rozkládá na nejvyšším vrcholku Judských hor 1026 m n. m.
Podle středověkých náboženských tradic (židovských, křesťanských a muslimských) se tu nacházejí hroby proroků Gáda a Nátana. Podle muslimské tradice je tu také pohřben Jonáš. Hroby jsou označeny jako svatá místa Státem Palestina.
Blízko města se nachází malá izraelská osada Karmej Cur, která se jmenuje podle nedaleké biblické lokality Bejt Cur.